# Абрамов, Лев Николаевич
Лев Николаевич Абрамов (6 декабря 1937, Хабаровск — 11 мая 1998, Москва) — российский учёный, специалист в области разработки ядерных боеприпасов.

## Биография
В 1961 г. окончил МВТУ им. Н. Э. Баумана.
В 1961—1963 инженер-конструктор РФЯЦ-ВНИИТФ.
С 1963 года во ВНИИА: инженер-конструктор, начальник конструкторской бригады, главный специалист по организации разработок ядерных боеприпасов.
Лауреат Государственной премии СССР 1983 г. за разработку, изготовление и освоение серийного производства ЯБП для противокорабельного комплекса ВМФ.